# Admilson Estaline Dias Barros
Admilson Estaline Dias Barros, meglio conosciuto come Gêgê (Santiago, 24 febbraio 1988), è un ex calciatore capoverdiano, di ruolo difensore.

## Carriera

### Club
Ha giocato nella massima serie portoghese con l'Arouca.

### Nazionale
Ha partecipato alla Coppa d'Africa del 2013.